# Château d'Entremont
Pour les articles homonymes, voir Château de Montbel.
Le château d'Entremont, dit de Montbel ou de(s) Teppaz, ou parfois château de la Roche-Fendue, est un ancien château fort du Xe siècle, demeure des seigneurs de Montbel et centre de la seigneurie d'Entremont, dont les ruines se dressent dans la commune de Saint-Pierre-d'Entremont dans le département de la Savoie en région Auvergne-Rhône-Alpes en France.

## Toponyme
Plusieurs noms sont utilisés pour désigner le château. Tout d'abord l'usage d'Entremont, désignant la seigneurie, en face de celui d'Épernay. Quelques auteurs peuvent parfois les confondre, puisque le château se trouvait en limite des deux paroisses. Il est installé au hameau de Teppaz, d'où les noms de château de(s) Teppaz,, ou de la Teppe. Possession des sieurs de Montbel d'Entremont, il prend parfois leur nom,.
Un autre usage, liée à « sa position géographique, son histoire et son évolution [étant] méconnues », l'affuble du nom de château de la Roche-Fendue.

## Situation
Les vestiges du château d'Entremont sont situés dans le département français de la Savoie sur la commune de Saint-Pierre-d'Entremont, à 2 kilomètres au nord-est du bourg par la route, sur un mamelon à 859 mètres d'altitude, au hameau de Teppaz,.
Les ruines dominent les gorges du Cozon,, ainsi que les gorges du Guiers Vif.

## Histoire

### Fief des nobles d'Entremont ou de Montbel d'Entremont
Au Xe siècle, le sommet du mamelon est probablement occupé par une motte castrale. En 1098, on relève Philippe d'Entremont, époux de Lucrèce de Lascaris, seigneur de Montbel et d'Entremont, il participe à la première croisade et meurt au siège d'Antioche. Hugues Ier, son fils, hérite des terres paternelles qui s'étendent du Granier à Saint-Hugues. Lui succède Georges de Montbel, époux, en 1219, de la fille du comte de Vintimille et de Léonor de Savoie, puis leur fils, Guillaume. Ce dernier inféode ses terres d'Entremont auprès du comte de Savoie et accompagne Saint Louis, en 1248, à la septième croisade. Selon la légende, le roi lui aurait donné une Sainte Épine de la Sainte Couronne du Christ, qu'il a achetée aux Vénitiens. À son retour, Guillaume de Montbel, fait reconstruire le château de l'Épine, situé au-dessus du lac d'Aiguebelette et détruit quelques années auparavant, afin d'y conserver la relique. La famille de Montbel d'Entremont résidera dans le château de Montbel jusqu'en 1306.
Selon le Regeste Dauphinois, Guillaume d’Entremont reçoit le château et sa châtellenie du dauphin Guigues VI de Viennois. La première mention du château remonte cependant à l'année 1234. Guillaume (I) d'Entremont rend hommage pour son château et ses terres à Guigues VI de Viennois, ce qui en fait une place avancée des dauphinois face à la maison de Savoie. Mais les 8 (ou 9) et juillet 1240, l'aîné de ces fils, Guillaume (II), encore mineur, en rend hommage à Amédée IV de Savoie pour ses châteaux d'Entremont et de Montbel,. Le 12 juin 1263, Rodolphe d'Entremont, probablement un autre fils de Guillaume (I), hérite de tous les biens de Guillaume (II) et prête également hommage au comte de Savoie, pour Entremont, mais aussi pour Montbel et Bellecombe.
Entre-temps, en 1245, Guigues VII de Viennois, puis Jean Ier de Viennois, en 1278, en réclament les droits. Rodolphe d'Entremont renouvelle son hommage auprès de Philippe Ier de Savoie.

### Domination savoyarde
Au début du XIVe siècle, le château passe sous la domination de la maison de Savoie.
En 1306, Rollet de Montbel d'Entremont, rompt à son tour l'hommage qui le liait à la Savoie et se met sous la suzeraineté de Jean II de Viennois,. Le comte Amédée V de Savoie, en 1307, met alors le siège devant le château ; les Dauphinois au nombre de 300, doivent rendre la place après quelques jours de résistance.
Le noble de Montbel d'Entremont est jugé pour parjure et le comte confisque les possessions savoyardes de la famille et fait démanteler le château, qui servira par ailleurs de carrière de pierres.
La famille s'installe au château des Éparres, sur la rive voisine du Guiers, en Dauphiné.
Peu après, le seigneur d'Entremont, Aymar de Montbel, est autorisé, par le Dauphin, à ériger un nouveau château, le château du Gouvernement ou château de Saint-Pierre ou Château-Neuf d'Entremont, dit aussi de Montbel.

## Galerie photos

Quelques photos des ruines du château des Teppaz
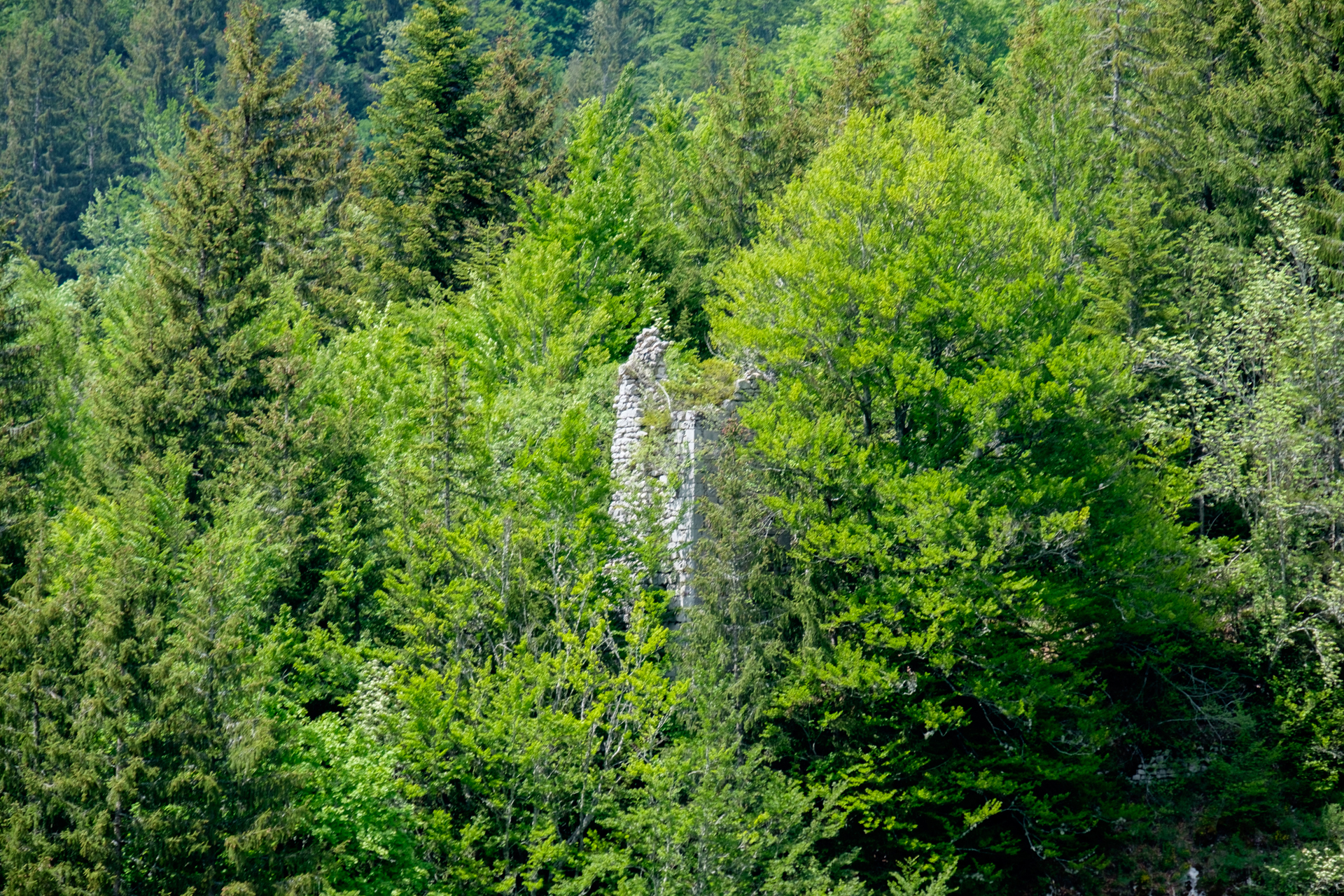
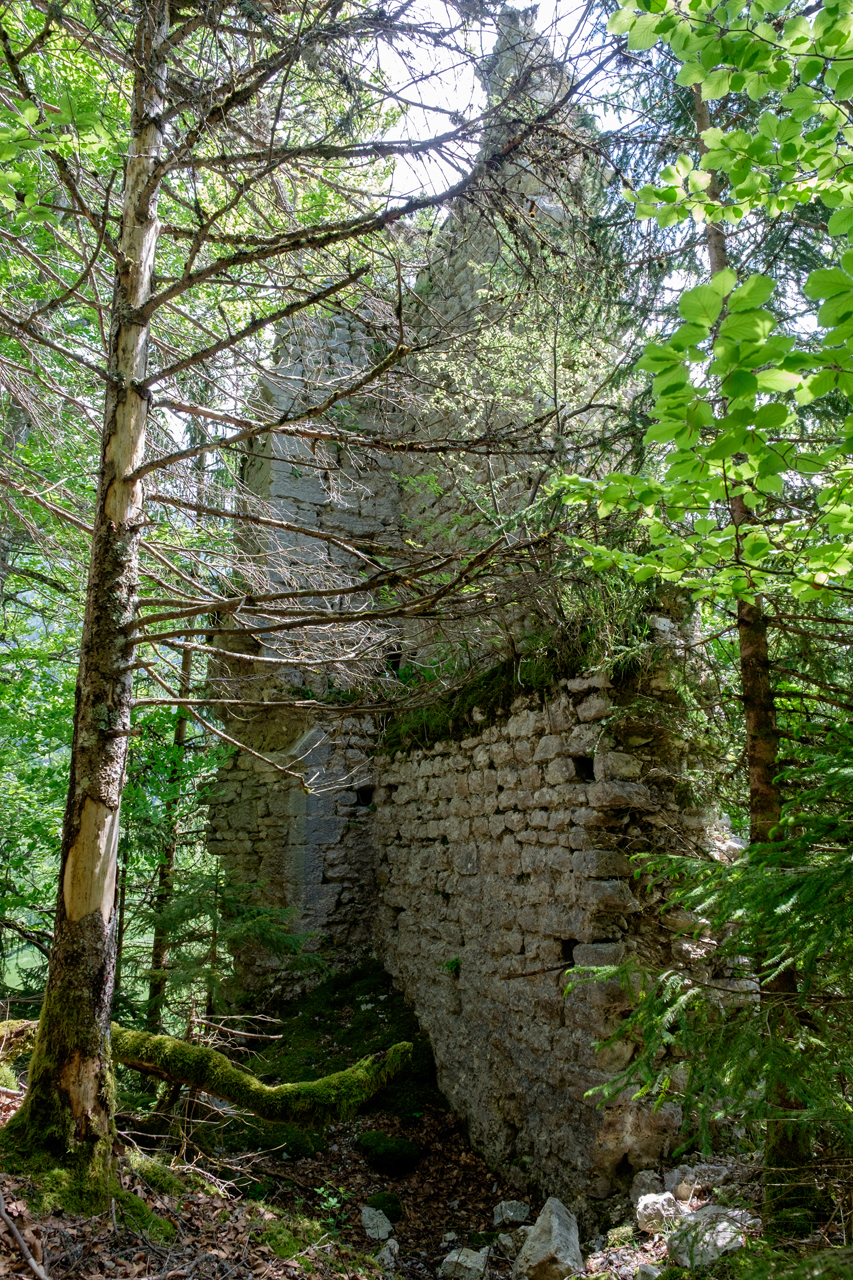
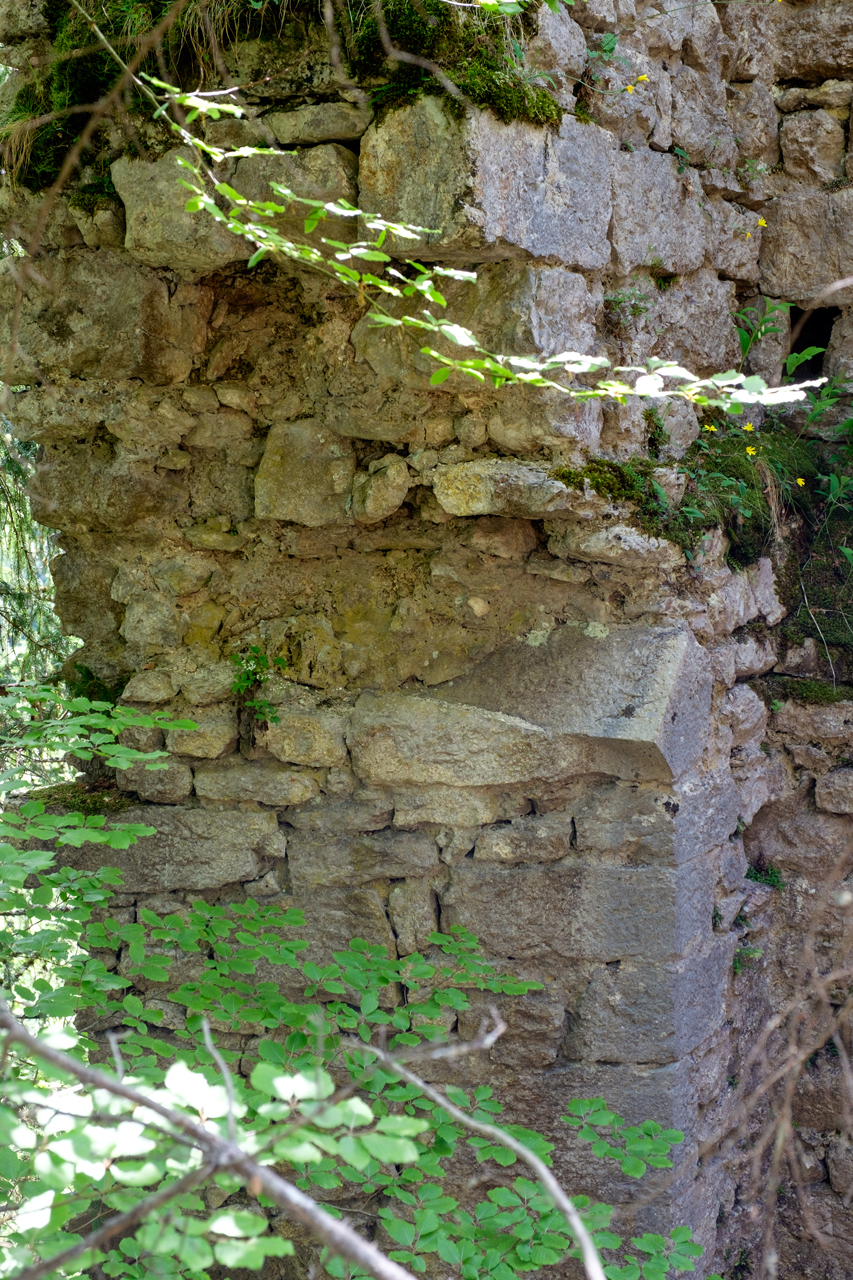
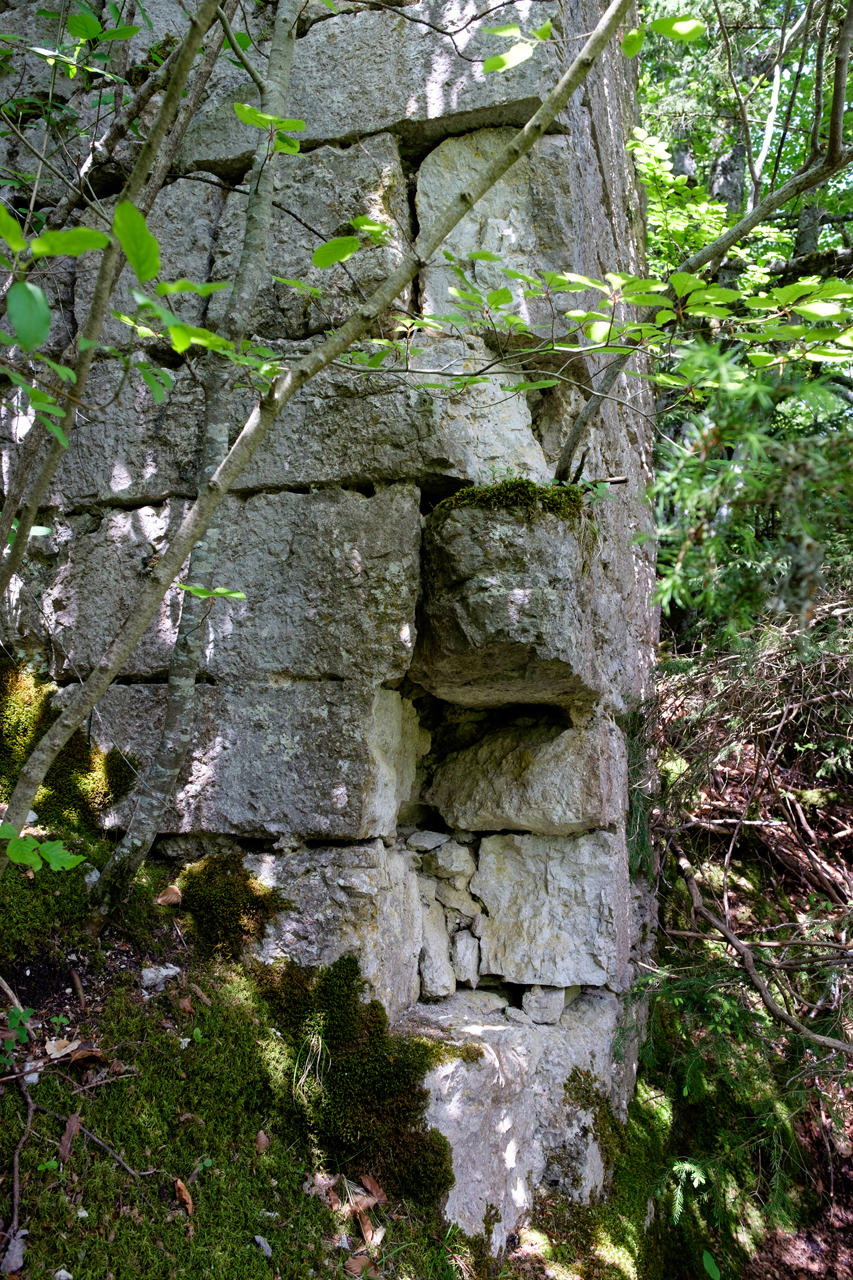
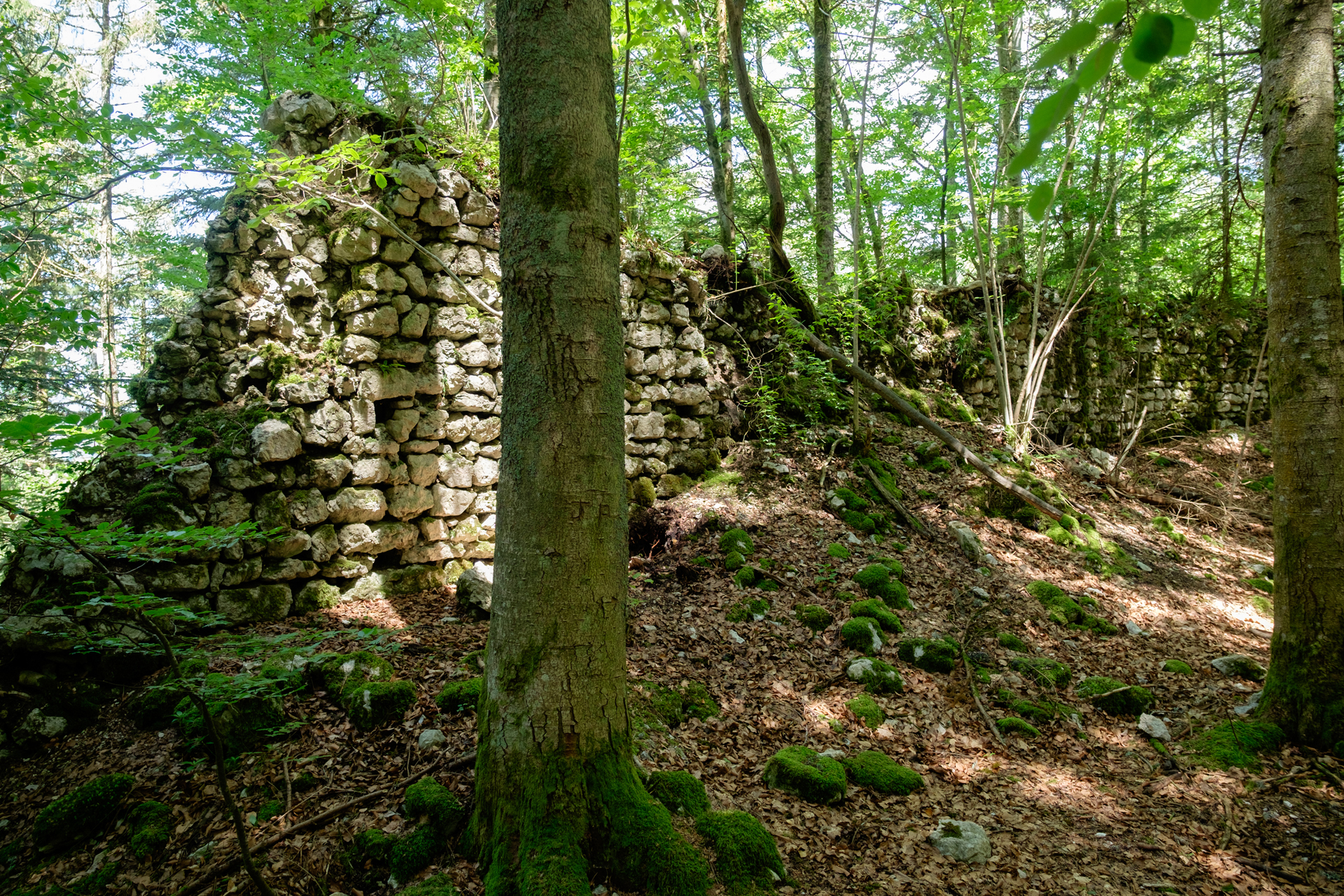
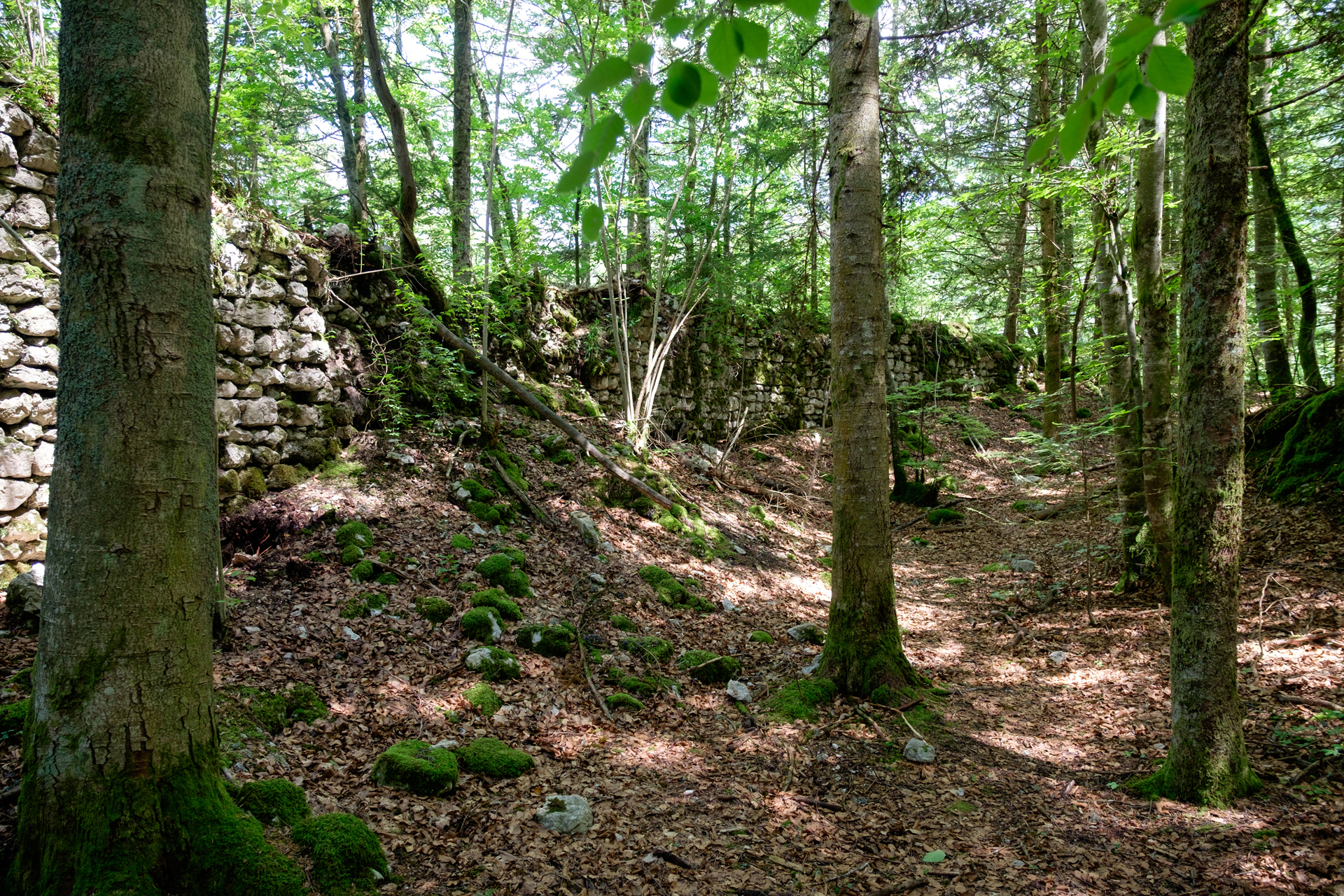
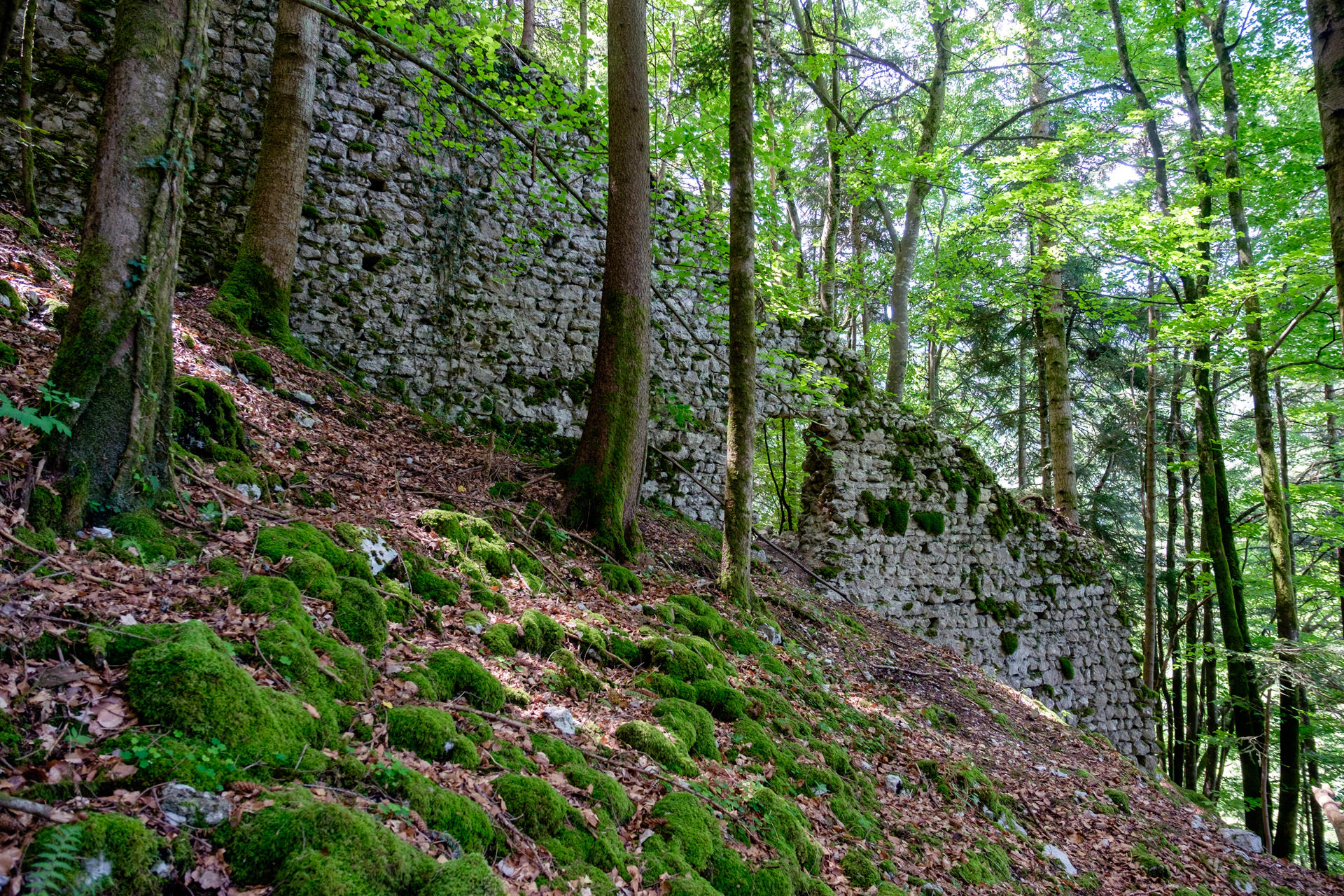
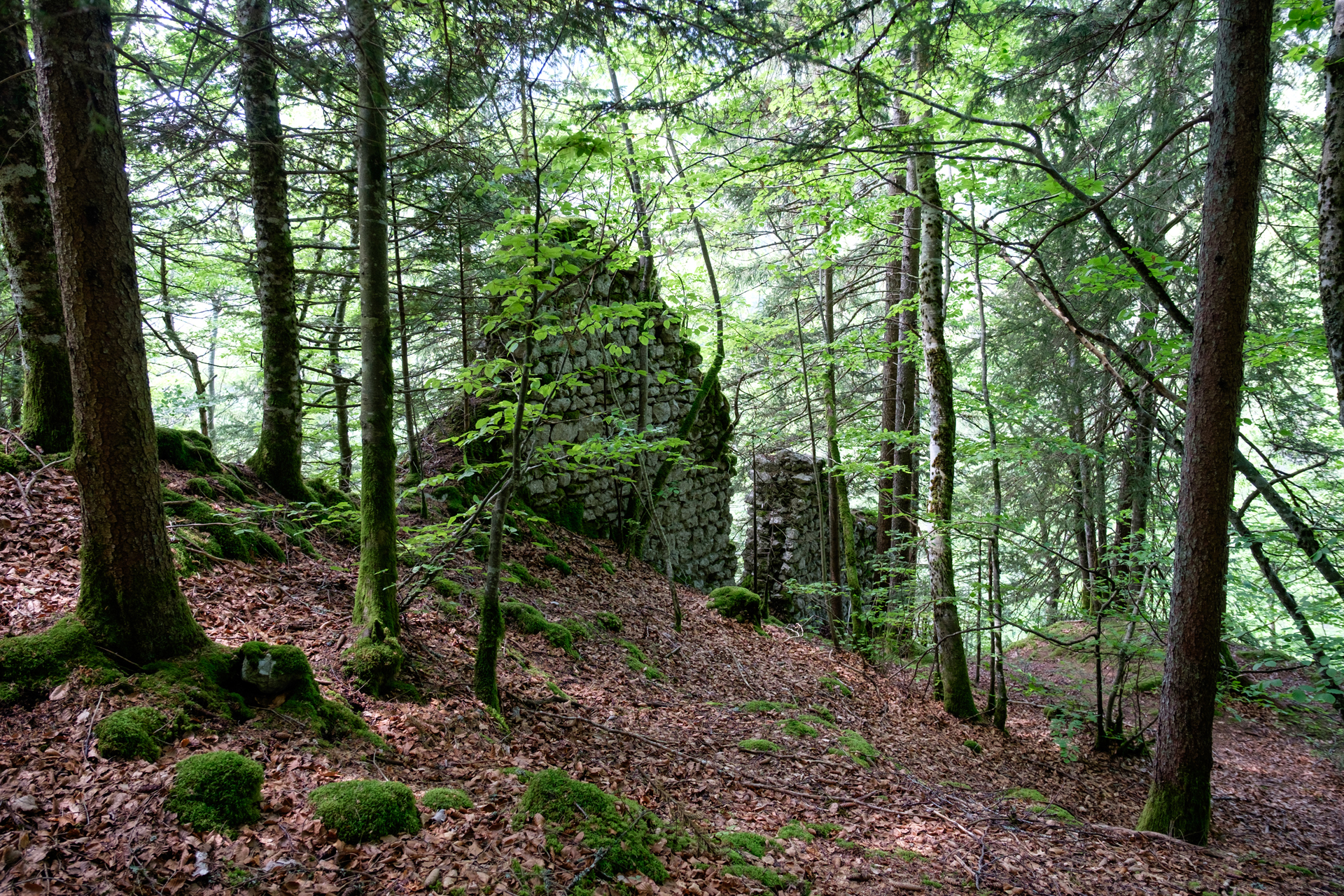
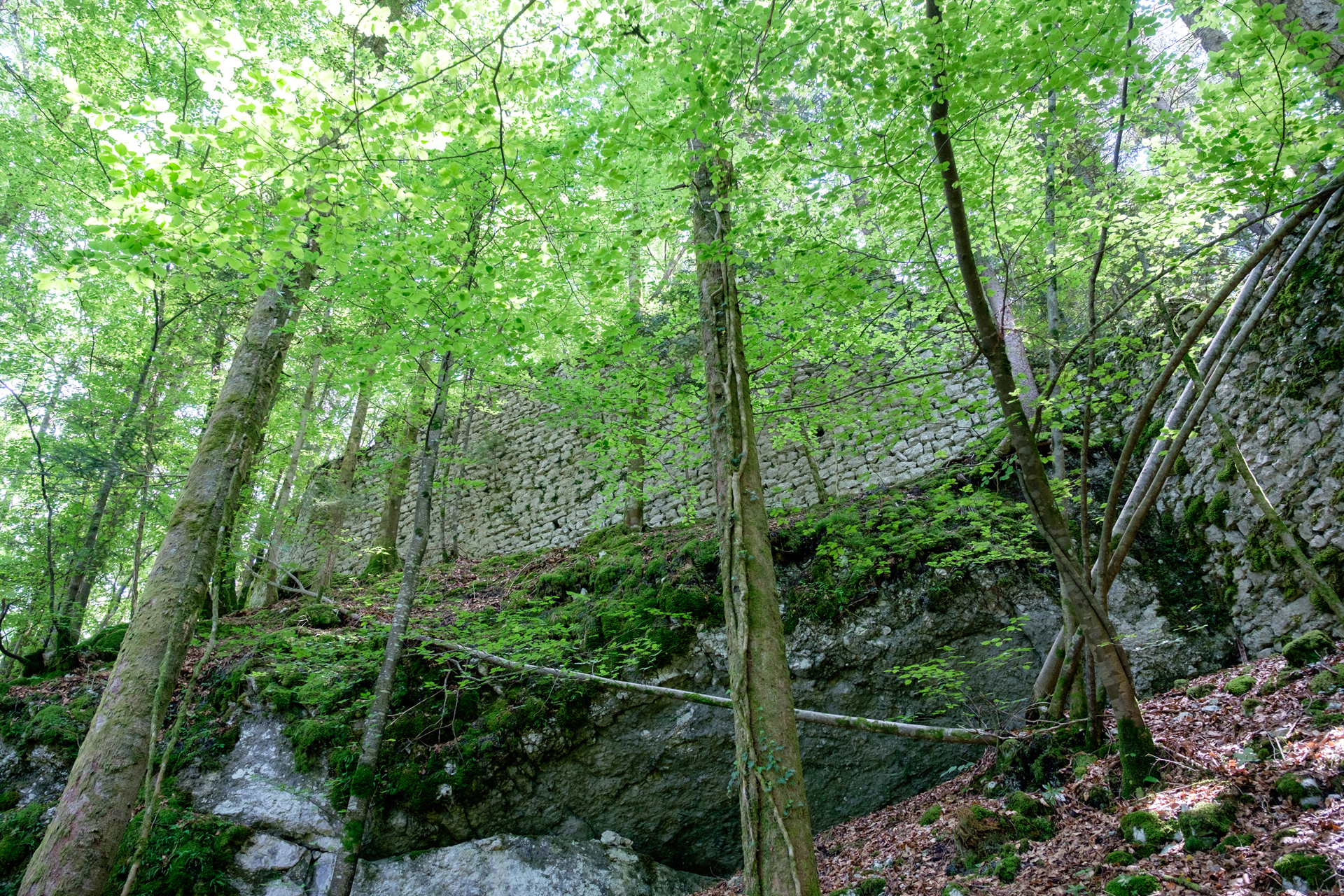